# Улюстон
Улюстон — река в России, протекает по Онгудайскому району Республики Алтай. Устье реки находится в 26 км по левому берегу реки Кадрин. Длина реки составляет 11 км.

## Притоки
- Нижний Улюстон
- Верхний Улюстон
- Чакырчак

## Данные водного реестра
По данным государственного водного реестра России относится к Верхнеобскому бассейновому округу, водохозяйственный участок реки — Катунь, речной подбассейн реки — Бия и Катунь. Речной бассейн реки — (Верхняя) Обь до впадения Иртыша.